# Aphyocharax
Aphyocharax is een geslacht van straalvinnige vissen uit de familie van de karperzalmen (Characidae).

## Soorten
- Aphyocharax agassizii (Steindachner, 1882)
- Aphyocharax alburnus (Günther, 1869)
- Aphyocharax anisitsi Eigenmann & Kennedy, 1903 – Roodvinzalm
- Aphyocharax colifax Taphorn & Thomerson, 1991
- Aphyocharax dentatus Eigenmann & Kennedy, 1903
- Aphyocharax erythrurus Eigenmann, 1912
- Aphyocharax gracilis Fowler, 1940
- Aphyocharax nattereri (Steindachner, 1882)
- Aphyocharax paraguayensis Eigenmann, 1915
- Aphyocharax pusillus Günther, 1868
- Aphyocharax rathbuni Eigenmann, 1907
- Aphyocharax yekwanae Willink, Chernoff & Machado-Allison, 2003